# 卢恰诺·索利
卢恰诺·索利（義大利語：Luciano Soli，1937年10月12日—），意大利男子曲棍球运动员。他曾代表意大利国家队参加1960年夏季奥林匹克运动会曲棍球比赛，获得第十三名。